# Craugastor jota
Craugastor jota là một loài ếch thuộc họ Leptodactylidae.
Đây là loài đặc hữu của Panama.
Môi trường sống tự nhiên của chúng là rừng ẩm vùng đất thấp nhiệt đới hoặc cận nhiệt đới và vùng núi ẩm nhiệt đới hoặc cận nhiệt đới.